# The Legend and Butterfly

The Legend and Butterfly (Rejendo Ando Batafurai) est un film japonais réalisé par Keishi Ōtomo et sorti en 2023. 

## Synopsis
L'histoire d'amour pendant trois décennies entre Oda Nobunaga et Dame Nohime.

## Fiche technique
- Titre international : The Legend and Butterfly
- Titre original : Rejendo Ando Batafurai
- Réalisation : Keishi Ōtomo
- Scénario : Ryôta Kosawa
- Photographie : Akiko Ashizawa
- Musique : Naoki Satō
- Montage : Tsuyoshi Imai
- Genre : historique, romance
- Durée : 178 minutes
- Dates de sortie :
  - Japon : 27 janvier 2023
  - France : 12 mai 2023 (Netflix)

## Distribution
- Takuya Kimura : Nobunaga Oda
- Haruka Ayase : Nohime
- Manabu Hamada : Sakuma Nobumori
- Hideaki Itô : Heitaro Fukutomi